# بویانا میلوشویچ
بویانا میلوشویچ (انگلیسی: Bojana Milošević؛ ۲۹ نوامبر ۱۹۶۵ – ۱۶ آوریل ۲۰۲۰) بازیکن بسکتبال اهل یوگسلاوی بود.
وی در مسابقات کشوری و بین‌المللی در مجموع برندهٔ ۲ مدال طلا، ۵ مدال نقره، ۲ مدال برنز شده‌است.